# Volcán de lodo

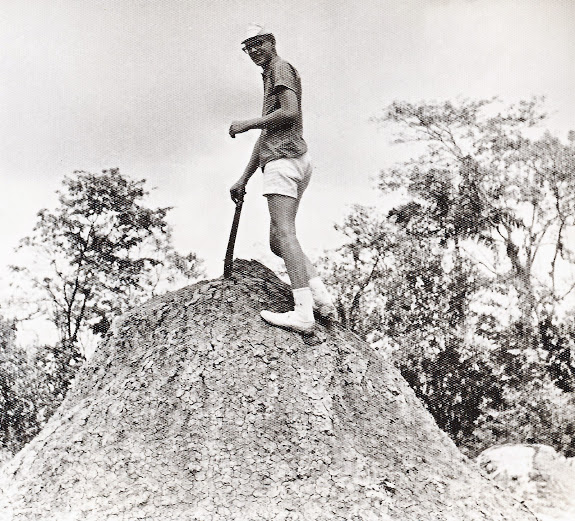
Volcán de lodo, Isla Trinidad

Un volcán de lodo es una forma menor del relieve formada por un cráter y un cono volcánico de poca altura pero bastante extenso debido a la escasa pendiente y cuyo origen no está relacionado con las verdaderas formaciones volcánicas salvo alguna que otra excepción, como sucede en el parque nacional de Yellowstone, el campo Sol de Mañana o el Valle de los Géiseres en Perú, sino que se deben a emanaciones de gas relacionadas con los yacimientos petroleros. Pueden verse en el Caribe Colombiano, Venezuela, en casi todos los países petroleros y en algunos países del sur de Europa (Italia, Rumania), en el sureste asiático y en otras partes. La mayor concentración de este tipo de volcanes se encuentra en los alrededores del mar Caspio: aproximadamente, unos 300 (entre más de 700 conocidos en todo el mundo), se encuentran en esta zona. En algunos países, como sucede en Italia, reciben el nombre de salsas o macalubas.

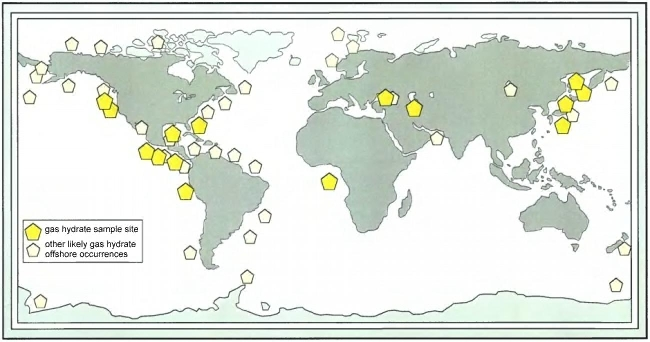
Sedimentos portadores de hidratación, que a menudo se asocian con la actividad del volcán de lodo. Fuente: USGS, 1996.

## Características

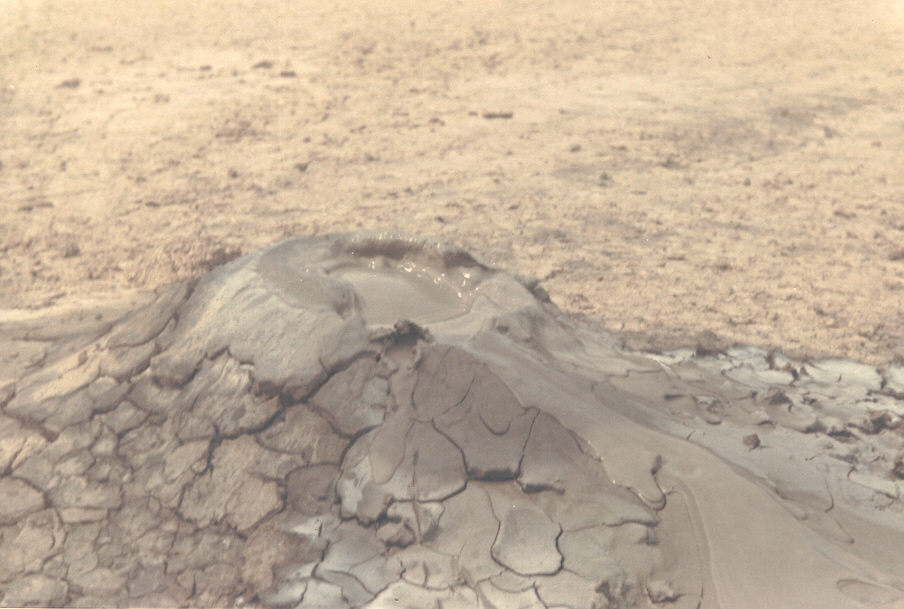
Volcán de lodo de Yagrumito, Estado Monagas, Venezuela, a unos 6 km de Maturín

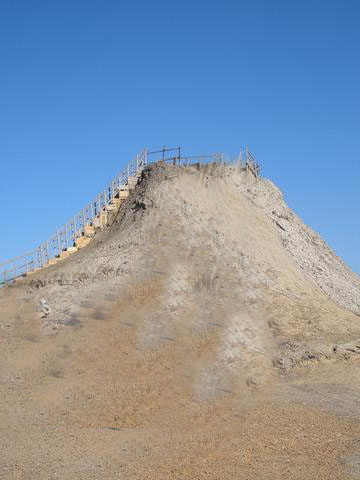
Volcán del Totumo, en Colombia

En este tipo de volcanes, el ascenso de gases emanados de depósitos de petróleo a menudo poco profundos eleva una arcilla sumamente hidratada la cual llega a formar charcas o lagunas donde se ve la emanación de las burbujas. Los gases emanados en los volcanes de lodo están formados principalmente por hidrocarburos gaseosos y de otro tipo como metano y anhídrido carbónico, así como gases sulfurosos en menor proporción. La arcilla también contiene ciertas cantidades de hidrocarburos sólidos y proporciones de sal bastante cuantiosas. La distinta composición de los materiales eyectados da origen a una amplia gama de tipos de volcanes de fango. Por ejemplo, si abundan las lentas emisiones de hidrocarburos sólidos y líquidos y escasa proporción de arcilla se producen lagos de asfalto, como el de Guanoco, en la parte oriental de Venezuela, que es el más grande depósito de asfalto natural del mundo; o el de La Brea, en Trinidad, que es el segundo en importancia a escala mundial. Puede encontrarse una gran cantidad de gases asociados en las erupciones de los volcanes de lodo (helio, anhídrido carbónico, metano, etc.). Si entre los gases predomina los que emiten combustibles con características similares al gasóleo, pueden producirse llamas por la combustión espontánea del gas a presión al contacto con el aire (en forma similar al fenómeno producido por los fuegos fatuos). En estos volcanes pueden presentarse explosiones e incendios por la enorme presión que pueden llegar a soportar: recordemos que el combustible para los motores diésel se inflama en una combustión espontánea cuando se somete a una elevada presión, estas explosiones pueden producirse después de la deshidratación progresiva del lodo al contacto con la superficie, con lo cual se puede llegar a sellar la salida del gas y, al aumentar progresivamente la presión, entrar en erupción la cual, aunque no es tan violenta como en las erupciones volcánicas propiamente dichas, no deja de tener cierto peligro, aunque nunca se han registrado problemas graves en este sentido. Un caso especial de volcán de lodo es el provocado por alguna explotación petrolera, como sucedió en la parte oriental de la isla de Java en mayo del año 2006, cuando fue la inyección de gas y agua durante una exploración la que le abrió una especie de válvula de escape a la salida de una enorme cantidad de lodo empujado por dicho gas tal como aparece relatado en el número correspondiente a enero del 2008 en la revista National Geographic en su versión original en inglés. En esta erupción, el lodo invadió 12 aldeas y obligó a la evacuación de unas 10 000 familias.
Si la arcilla que sube se encuentra poco hidratada, los conos volcánicos suelen alcanzar cierta altura, como puede verse en el Volcán del Totumo o en volcán de lodo de San José de Mulatos, en Colombia. En cambio, si se trata de un lodo muy líquido, la altura del cono volcánico es muy escasa. El volcán de lodo de Yagrumito (Estado Monagas, Venezuela) es de unos 2 o 3 m de altura relativa y ocupa unos 2000 m² (incluyendo las charcas de lodo y los barrizales sin vegetación) aunque el cono solamente no debe pasar de unos 400 m². La abertura del cráter debe tener unos 50 cm de diámetro. Las distintas épocas de sequía y de lluvia también inciden en la altura del cráter, como puede verse en imágenes de la estación de sequía y de lluvias del volcán de Yagrumito, en Venezuela: la altura se eleva en la época de sequía y desciende durante la de lluvias al contribuir en mayor grado a la hidratación del lodo. La cantidad de sal presente en el barro seco es tan grande que resulta atractivo para las vacas de la sabana, acudir a la zona para lamer ese barro con el fin de obtener la sal necesaria (o mejor, el sodio y calcio que necesitan) para su producción de leche (recordemos que la proteína esencial de la leche es la caseína, en especial la caseína de calcio).

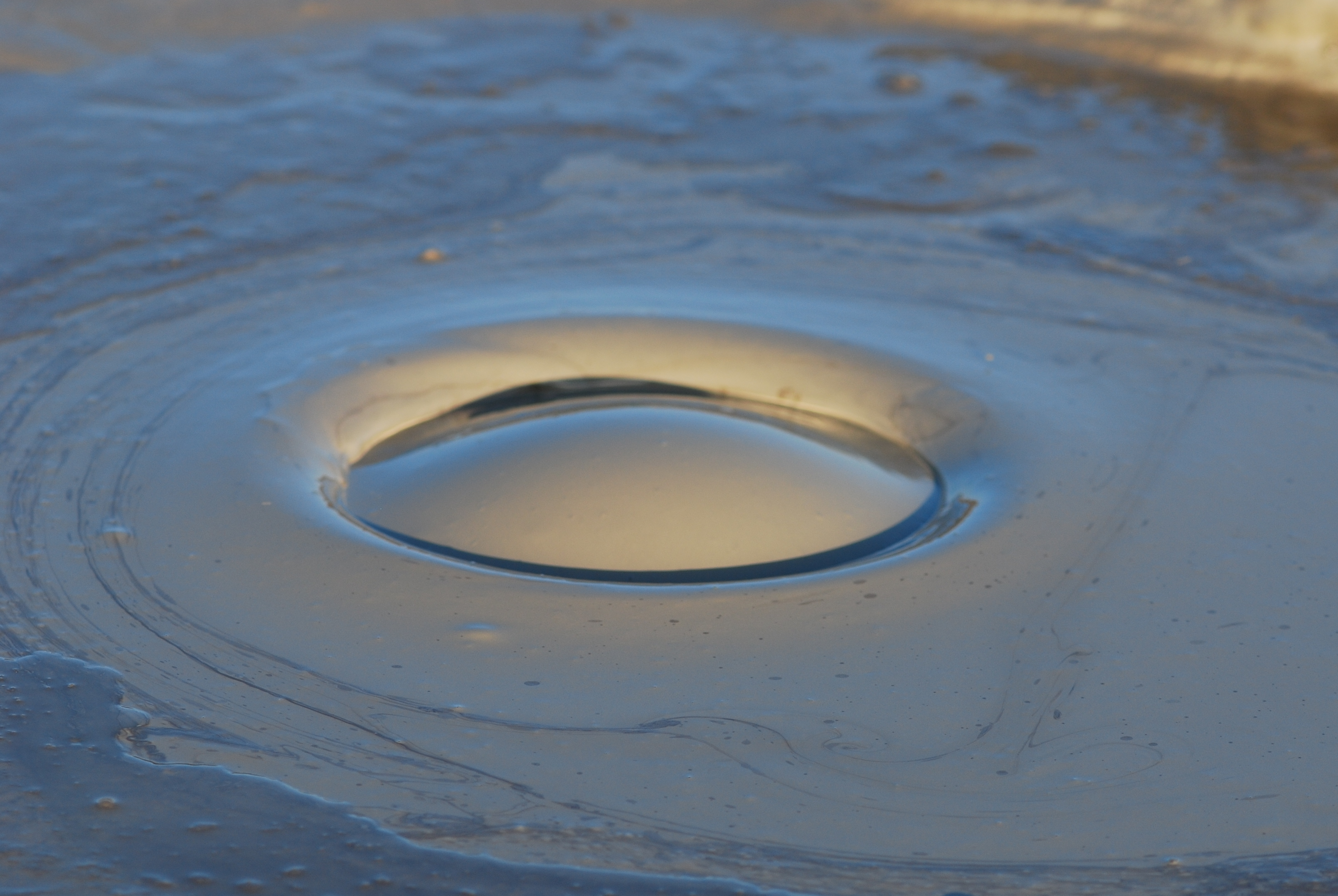
Burbuja de gas en un volcán de la comuna de Berca en Buzău (Rumania)

## Volcanes de lodo sumergidos
Investigadores del Grupo de Geociencias Marinas del Instituto Español de Oceanografía (IEO-CSIC), del Instituto Geológico y Minero de España (IGME-CSIC) y la Universidad de Cádiz han publicado un nuevo trabajo en el que caracterizan la geomorfología y estructura interna de cinco volcanes de fango, que no habían sido identificados hasta la fecha, en el margen magrebí del golfo de Cádiz. Para realizar el estudio han utilizado el análisis de la sedimentación y datos sísmicos de alta resolución. Aparte de estos cinco volcanes de lodo se tiene constancia de la presencia de unos 70 en la zona, alguno con actividad sísmica relativamente reciente, habiendo tenido erupciones hace 600 años. 

## Galería de imágenes en Commons
- Wikimedia Commons alberga una categoría multimedia sobre Volcán de lodo.